# Andreas Rauch
Andreas Rauch (Pottendorf, Baixa Àustria, 1592 - Ödenburg, avui Sopron, Hongria, 1656) fou un compositor i organista austríac.
Fou organista del temple protestant d'Hernals (1621-1625), prop de Viena, i per l'any 1630 assolí la mateixa plaça d'Ödenburg i abans o havia estat de la d'Inzersdorf (1627). Publicà diverses de les seves composicions, entre elles: Thymiaterium musicale o col·lecció de petites pregàries a diverses veus i baix continu (Nuremberg, 1625); Concertus votivus (Viena, 1634); Motets i missa alemanys, currus triumphalis musicus (1648). Printz, en la seva història de la música, tributa elogis a l'estil d'aquest artista.